# Cromartie Sutherland-Leveson-Gower (4e duc de Sutherland)
Cromartie Sutherland-Leveson-Gower, 4e duc de Sutherland, (20 juillet 1851-27 juin 1913 ), titré Lord Cromartie Sutherland-Leveson-Gower jusqu'en 1858, comte Gower entre 1858 et 1861 et marquis de Stafford entre 1861 et 1892, est un pair et homme politique britannique de la famille Leveson-Gower.

## Jeunesse
Il est le fils aîné de George Sutherland-Leveson-Gower (3e duc de Sutherland). Il est né à Londres et fait ses études au Collège d'Eton. Bien qu'il soit très riche, Sutherland craint que ses propriétés foncières ne soient plus viables. Vers la fin de sa vie, il dispose de propriétés au Royaume-Uni (comme Trentham Hall et Stafford House) et commence à transférer sa fortune au Canada. Il passe progressivement du Parti libéral aux conservateurs.

## Carrière militaire
Il entre dans le 2e Life Guards comme cornet. Il se retire du service régulier de l'armée avec le grade de lieutenant en 1875 mais est nommé capitaine dans le Staffordshire Yeomanry en 1876 et commande ce régiment en tant que lieutenant-colonel de 1891 à 1898, après quoi il devient son colonel honoraire. Il est également lieutenant-colonel des Sutherland Rifles, un régiment de volontaires de son comté ducal en Écosse, de 1882 à 1891. De 1911 jusqu'à sa mort, il est colonel honoraire du 5e bataillon de la Force territoriale des Seaforth Highlanders.
Il est président de l'Association des forces territoriales du Staffordshire dès la formation de la Force territoriale en 1908.

## Carrière politique
Sutherland est député de Sutherland. En succédant à la pairie à son père en 1892, il devient membre de la Chambre des lords, siégeant sur les bancs des conservateurs. Il est maire de Longton, près de Stoke-on-Trent, Staffordshire, en 1895–1896 et conseiller de l'arrondissement à partir de 1898.
Le duc est nommé Chevalier de l'Ordre de la Jarretière (KG) dans la liste des honneurs du couronnement de 1902 publiée le 26 juin 1902 et est investi par le roi Édouard VII au palais de Buckingham le 8 août 1902.
Le duc est pendant un certain temps le maître des Foxhounds de la North Staffordshire Hunt.

## Famille

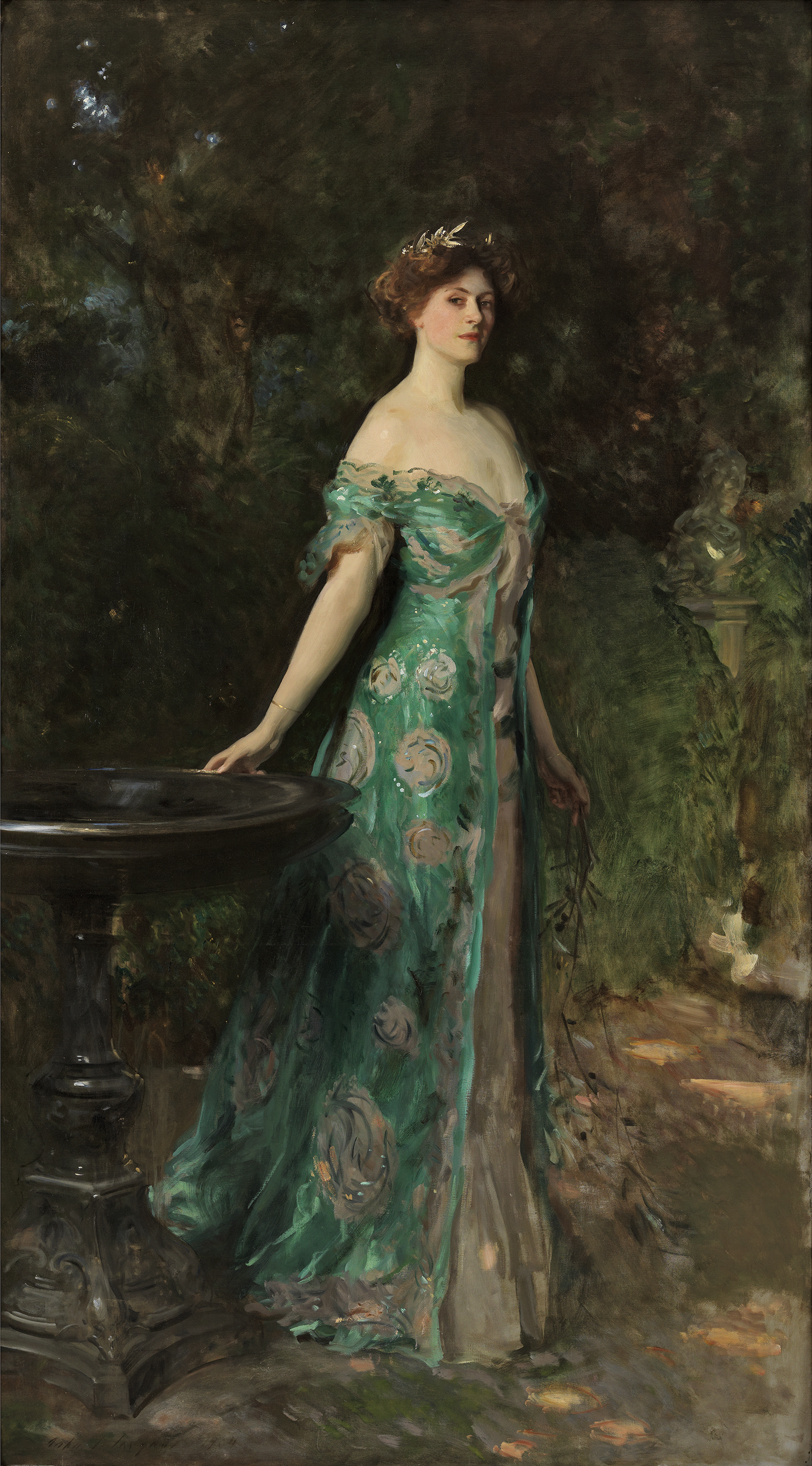
Millicent, Duchesse de Sutherland
John Singer Sargent, 1903
Madrid, Musée Thyssen-Bornemisza

Il épouse Millicent St Clair-Erskine, fille de Robert St Clair-Erskine (4e comte de Rosslyn), le 20 octobre 1884. Ils ont quatre enfants:
- Victoria Elizabeth Sutherland-Leveson-Gower (1885–1888), est décédée jeune.
- George Sutherland-Leveson-Gower (5e duc de Sutherland) (1888–1963)
- Alastair St. Clair Sutherland-Leveson-Gower (1890–1921), épouse Elizabeth Demarest (ex-épouse de John GA Leishman Jr) et a Elizabeth Sutherland-Leveson-Gower, 24e comtesse de Sutherland.
- Rosemary Millicent Sutherland-Leveson-Gower (1893–1930), fréquente Edward, prince de Galles[9] avant d'épouser William Ward (3e comte de Dudley). Décédée dans un accident d'avion avec Frederick Hamilton-Temple-Blackwood (3e marquis de Dufferin et Ava).

En 1900, le duc de Sutherland possède environ 1 358 000 acres (550 000 hectares) et le yacht à vapeur Catania.
Le duc est mort au château de Dunrobin, Sutherland, le 27 juin 1913, à l'âge de 61 ans, et est enterré à Dunrobin.